# Dörgicsei-medence

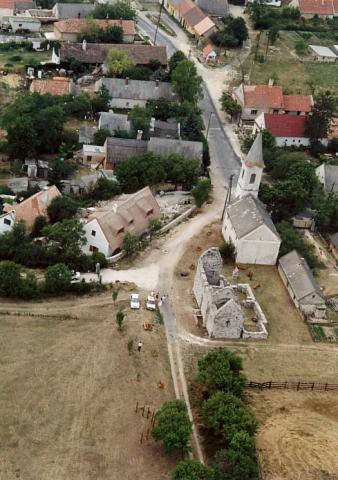
Dörgicsei falurészlet a levegőből

A Dörgicsei-medence a Balaton-felvidék középső részére jellemző, kis területű – rendszerint csak néhány település közigazgatási területét magukban foglaló – medencék egyike. Területe két mai Veszprém vármegyei település közigazgatási területét foglalja magában.

## Földtana
Míg a Balaton-felvidék keleti, Balatonalmádi és Balatonfüred közötti szakaszára az jellemző, hogy a Balaton-parti települések felől a parti hegyekre felkapaszkodva rögtön a Veszprémi-fennsíkra juthatunk fel, az ott megjelenő hegyek valójában a fennsíkperem felmagasodásai és a partközeli "riviéra"-zóna mögött szinte egyáltalán nincsenek kísérő települések, addig a Balatonfüred és Balatonszepezd közti szakaszon egyre több, kisebb-nagyobb medence jelenik meg a parti hegysor és a Veszprém-nagyvázsonyi-fennsík között, és ezekben a medencékben kicsiny, a Balatonhoz többé-kevésbé kötődő, de attól több kilométeres távolságban fekvő falvak terülnek el. Ezeket a medencéket egymástól is elválasztják kisebb-nagyobb kiemelkedések, melyek főtömegeit kemény kőzetrétegek alkotják, míg a medencékre a puha, könnyen lepusztuló márgarétegek előfordulása jellemző.
Balatonfüred térségétől nyugat felé haladva öt ilyen kis medencét lehet geológiailag elkülöníteni: ezek közül a legkeletibb, a Kéki-völgy csak csekély alapterületű, majd nyugat felé haladva sorra következnek a Pécselyi-medence, a Dörgicsei-medence, a Csicsói-medence és utolsóként a Monoszlói-medence. [Ezt követően, Monoszlótól nyugatra újabb szakasza kezdődik a Balaton-felvidéknek, ahol az említett medencéknél jóval nagyobb kiterjedésű, szerkezetileg is eltérő jellegű Káli-medence váltja fel az egymást követően sorakozó kis medencék sorát, a tóparti hegysort felváltva pedig vulkanikus eredetű, bazaltos tanúhegyek válnak jellegadóvá a térségben.]
A Kéki-völgyet leszámítva mind a négy medence lényegében 2~4 történelmi, illetve jelenkori település közigazgatási területeit foglalja magában, és általában kelet-nyugat irányú átjárás sem nagyon van közöttük, sőt, több itteni település zsákfalunak tekinthető. A Dörgicsei-medencében négy történelmi település, Alsódörgicse, Felsődörgicse, Kisdörgicse és Vászoly alakult ki, ezek közül az előbbi három ma Dörgicse néven egyetlen jelenkori községet alkot.

## Települések a medence területén
- Dörgicse
- Vászoly